# Gran Premio della Malesia 2010
Il Gran Premio della Malesia 2010 è stata la terza prova della stagione 2010 del Campionato mondiale di Formula 1. Si è svolta domenica 4 aprile 2010 sul Circuito di Sepang, situato a poca distanza dalla capitale malese Kuala Lumpur. La gara è stata vinta da Sebastian Vettel su RBR-Renault, al suo sesto successo nel mondiale. Vettel ha preceduto sul traguardo il suo compagno di squadra Mark Webber e Nico Rosberg su Mercedes GP.

## Vigilia

### Aspetti tecnici
La Bridgestone, fornitore unico degli pneumatici, annuncia per questa gara gomme morbide e dure.

### Aspetti sportivi
È Johnny Herbert l'ex pilota che affianca i tre commissari della FIA nel gran premio. Per evitare di incorrere nei forti temporali che al pomeriggio colpiscono la zona, la partenza della gara è stata anticipata alle ore 16 locali, le 10 italiane.

## Prove
Nella prima sessione del venerdì si è avuta questa situazione:
| Pos | Nº | Pilota         | Squadra/Motore   | Tempo    | Gap   | Giri |
| --- | -- | -------------- | ---------------- | -------- | ----- | ---- |
| 1   | 2  | Lewis Hamilton | McLaren-Mercedes | 1'34"921 |       | 19   |
| 2   | 4  | Nico Rosberg   | Mercedes GP      | 1'35"106 | 0"185 | 19   |
| 3   | 1  | Jenson Button  | McLaren-Mercedes | 1'35"207 | 0"286 | 25   |

Nella seconda sessione del venerdì si è avuta questa situazione:
| Pos | Nº | Pilota           | Squadra/Motore   | Tempo    | Gap   | Giri |
| --- | -- | ---------------- | ---------------- | -------- | ----- | ---- |
| 1   | 2  | Lewis Hamilton   | McLaren-Mercedes | 1'34"175 |       | 27   |
| 2   | 5  | Sebastian Vettel | RBR-Renault      | 1'34"441 | 0"266 | 28   |
| 3   | 4  | Nico Rosberg     | Mercedes GP      | 1'34"443 | 0"268 | 30   |

Nella terza sessione del sabato si è avuta questa situazione:
| Pos | Nº | Pilota           | Squadra/Motore   | Tempo    | Gap   | Giri |
| --- | -- | ---------------- | ---------------- | -------- | ----- | ---- |
| 1   | 6  | Mark Webber      | RBR-Renault      | 1'33"542 |       | 17   |
| 2   | 2  | Lewis Hamilton   | McLaren-Mercedes | 1'33"559 | 0"017 | 14   |
| 3   | 5  | Sebastian Vettel | RBR-Renault      | 1'33"587 | 0"045 | 17   |

Nella prima sessione di prove del venerdì Paul di Resta ha sostituito Vitantonio Liuzzi alla Force India mentre Fairuz Fauzy ha sostituito Heikki Kovalainen alla Lotus.

## Qualifiche

### Resoconto
Le qualifiche sono caratterizzate dalla pioggia. Nella Q1 escono a sorpresa le due Ferrari e la McLaren di Lewis Hamilton, che non entrano in pista nei minuti iniziali della sessione e non riescono così a segnare un tempo valido per la qualificazione, a causa della maggiore insistenza della pioggia nei minuti finali della Q1. Button, che pure passerebbe alla Q2, esce di pista e si insabbia, non potendo partecipare alle altre sessioni delle qualifiche. Passano il turno anche Heikki Kovalainen e Timo Glock, primi piloti delle nuove scuderie a riuscire nell'impresa.
In Q2 la pioggia è intermittente: non si qualificano Buemi, Alguersuari, De La Rosa, Petrov, Kovalainen, Glock oltre a Button. Michael Schumacher coglie il tempo utile per entrare nella Q3 solo negli ultimi secondi. In Q3 la pioggia si fa così insistente tanto che viene esposta la bandiera rossa. La sessione viene interrotta per circa venti minuti. Mark Webber conquista la pole grazie all'azzardo dell'utilizzo delle gomme intermedie nell'ultimo tentativo, invece che con quelle da full wet. Per l'australiano è la seconda pole dopo quella del Gran Premio di Germania 2009.

### Risultati
Nella sessione di qualifica si è avuta questa situazione:
| Pos | Nº | Pilota             | Costruttore          | Q1       | Q2          | Q3       | Griglia |
| --- | -- | ------------------ | -------------------- | -------- | ----------- | -------- | ------- |
| 1   | 6  | Mark Webber        | RBR-Renault          | 1'51"886 | 1'48"210    | 1'49"327 | 1       |
| 2   | 4  | Nico Rosberg       | Mercedes GP          | 1'52"560 | 1'47"417    | 1'50"673 | 2       |
| 3   | 5  | Sebastian Vettel   | RBR-Renault          | 1'47"632 | 1'46"828    | 1'50"789 | 3       |
| 4   | 14 | Adrian Sutil       | Force India-Mercedes | 1'49"479 | 1'47"085    | 1'50"914 | 4       |
| 5   | 10 | Nicolas Hülkenberg | Williams-Cosworth    | 1'49"664 | 1'47"346    | 1'51"001 | 5       |
| 6   | 11 | Robert Kubica      | Renault              | 1'46"283 | 1'46"951    | 1'51"051 | 6       |
| 7   | 9  | Rubens Barrichello | Williams-Cosworth    | 1'50"301 | 1'48"371    | 1'51"511 | 7       |
| 8   | 3  | Michael Schumacher | Mercedes GP          | 1'52"239 | 1'48"400    | 1'51"717 | 8       |
| 9   | 23 | Kamui Kobayashi    | BMW Sauber-Ferrari   | 1'48"467 | 1'47"792    | 1'51"767 | 9       |
| 10  | 15 | Vitantonio Liuzzi  | Force India-Mercedes | 1'49"922 | 1'48"238    | 1'52"254 | 10      |
| 11  | 12 | Vitalij Petrov     | Renault              | 1'47"952 | 1'48"760    | N.D.     | 11      |
| 12  | 22 | Pedro de la Rosa   | BMW Sauber-Ferrari   | 1'47"153 | 1'48"771    | N.D.     | 12      |
| 13  | 16 | Sébastien Buemi    | STR-Ferrari          | 1'48"945 | 1'49"207    | N.D.     | 13      |
| 14  | 17 | Jaime Alguersuari  | STR-Ferrari          | 1'48"655 | 1'49"464    | N.D.     | 14      |
| 15  | 19 | Heikki Kovalainen  | Lotus-Cosworth       | 1'52"875 | 1'52"270    | N.D.     | 15      |
| 16  | 24 | Timo Glock         | Virgin-Cosworth      | 1'52"398 | 1'52"520    | N.D.     | 16      |
| 17  | 1  | Jenson Button      | McLaren-Mercedes     | 1'52"211 | senza tempo | N.D.     | 17      |
| 18  | 18 | Jarno Trulli       | Lotus-Cosworth       | 1'52"884 | N.D.        | N.D.     | 18      |
| 19  | 8  | Fernando Alonso    | Ferrari              | 1'53"044 | N.D.        | N.D.     | 19      |
| 20  | 2  | Lewis Hamilton     | McLaren-Mercedes     | 1'53"050 | N.D.        | N.D.     | 20      |
| 21  | 7  | Felipe Massa       | Ferrari              | 1'53"283 | N.D.        | N.D.     | 21      |
| 22  | 20 | Karun Chandhok     | HRT-Cosworth         | 1'56"299 | N.D.        | N.D.     | 22      |
| 23  | 21 | Bruno Senna        | HRT-Cosworth         | 1'57"269 | N.D.        | N.D.     | 23      |
| 24  | 25 | Lucas Di Grassi    | Virgin-Cosworth      | 1'59"977 | N.D.        | N.D.     | 24      |

## Gara

### Resoconto
Il pilota della Sauber Pedro de la Rosa non partecipa alla gara a causa di un guasto al motore, durante il giro dalla pit lane alla griglia di partenza.
Bene alla partenza Sebastian Vettel, partito dalla terza piazza, che passa sia Nico Rosberg che il suo compagno di scuderia e poleman Mark Webber. Webber tenta di ripassare Vettel alla seconda curva ma senza successo. Anche Robert Kubica e Michael Schumacher sono autori di una buona partenza, grazie alla quale guadagnano due posizioni. Rubens Barrichello, invece, a causa di un problema tecnico, sta fermo alcuni istanti sulla griglia e finisce in fondo al gruppo. Sia le McLaren che le Ferrari partono dietro a causa di qualifiche infelici, ma sono tutte autrici di un buon avvio. Lewis Hamilton scala dal 20º al 13º posto, Felipe Massa passa dal 21º al 14º, Jenson Button dal 17º al 15º e Fernando Alonso dal 19º al 16º. Al termine del primo giro i primi dieci sono: Vettel, Webber, Rosberg, Kubica, Adrian Sutil, Schumacher, Nicolas Hülkenberg, Vitantonio Liuzzi, Vitaly Petrov e Kamui Kobayashi.

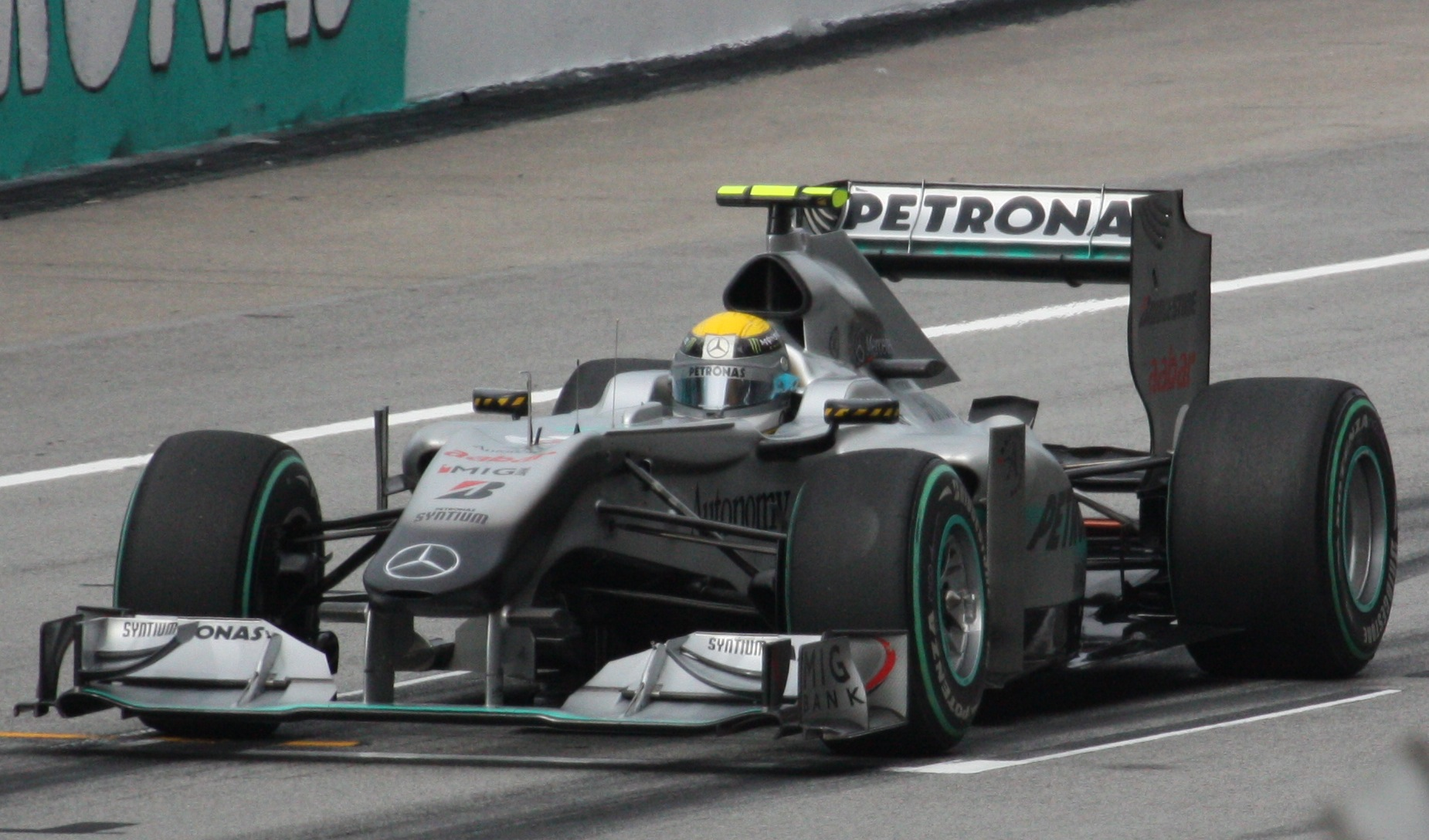
Nico Rosberg conquista il primo podio per la Mercedes GP dai tempi del Gran Premio d'Italia 1955.

Hamilton è scatenato e migliora di una posizione a giro, per quattro giri, mentre le Ferrari (con Alonso che passa Button) e Button stesso non riescono a sopravanzare Sébastien Buemi. Al quinto giro Hamilton passa anche Vitaly Petrov all'ultima curva, ma il russo si riprende la posizione sul rettilineo. Due tornate dopo Hamilton ripassa Petrov e riesce a difendersi dal controsorpasso del pilota della Renault con una serie di manovre al limite del regolamento.

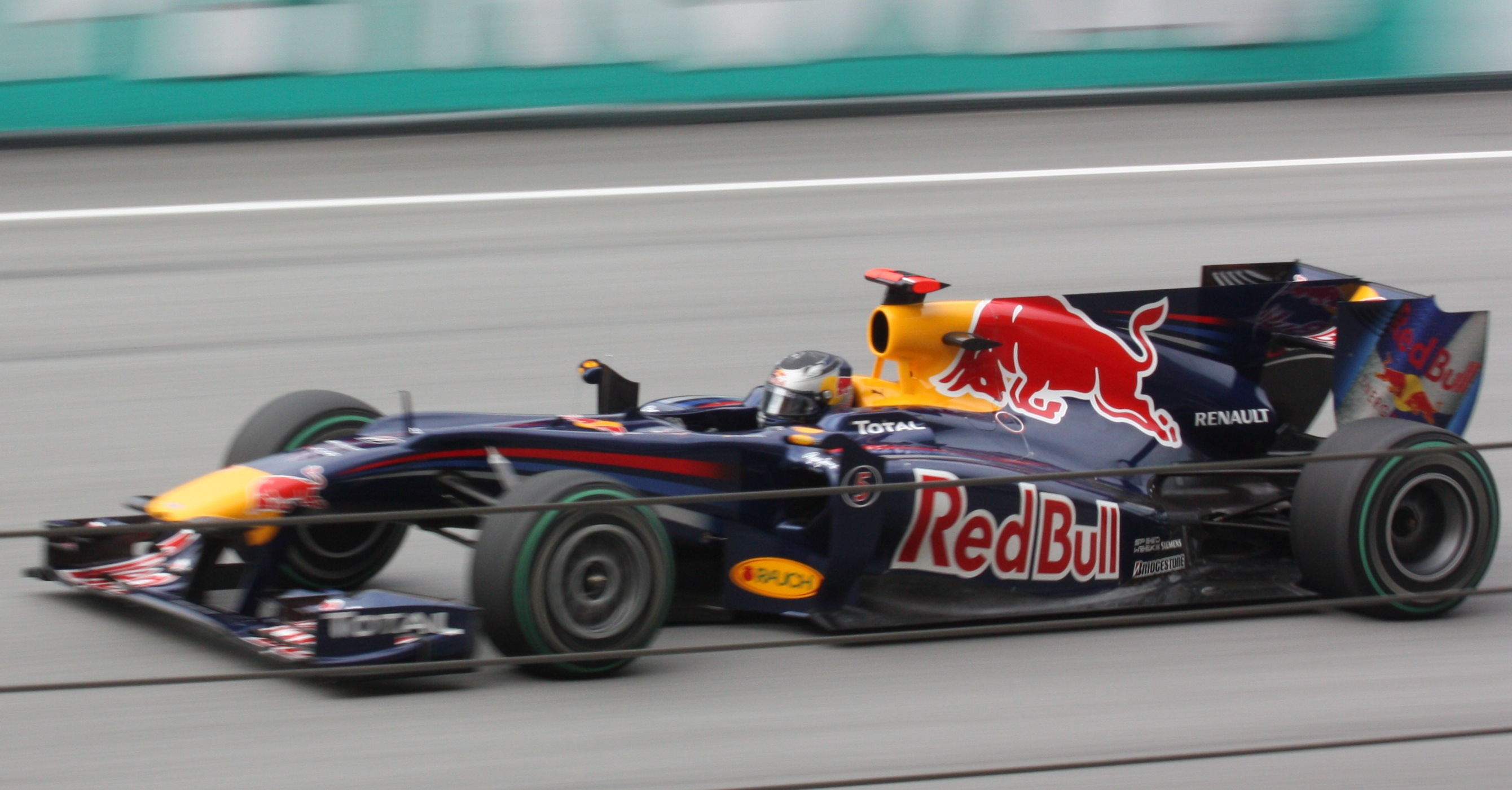
Sebastian Vettel vince il sesto gran premio della carriera.

Kobayashi, Schumacher e Liuzzi si ritirano in successione nel corso dei primi giri. Troviamo ora in zona punti Vettel, Webber, Rosberg, Kubica, Sutil, Hülkenberg, Hamilton, Jaime Alguersuari, Massa e Alonso. Button è riuscito a passare Alonso al giro 9, ma successivamente si è fermato a cambiare gli pneumatici, il primo pilota della gara a farlo. La scelta lo premia, facendogli fare segnare subito il giro più veloce in 1:40.9.
Tocca poi ad andare ai box a Rosberg, Kubica, Sutil e, poi, alle Red Bull. Vettel, il primo a fermarsi dei due Red Bull, rientra in pista, proprio davanti a Hamilton. Il pit di Webber è invece caratterizzato da un piccolo problema che fa perdere all'australiano un paio di secondi. All'uscita Hamilton è ora tra le due Red Bull. Vettel fa subito segnare 1:39.854, mentre un giro dopo Webber risponde abbassando il limite di due decimi. Dopo 26 tornate la classifica recita: Vettel, Hamilton, Webber, Rosberg, Kubica, Massa, Alonso, Sutil, Button e Hülkenberg.

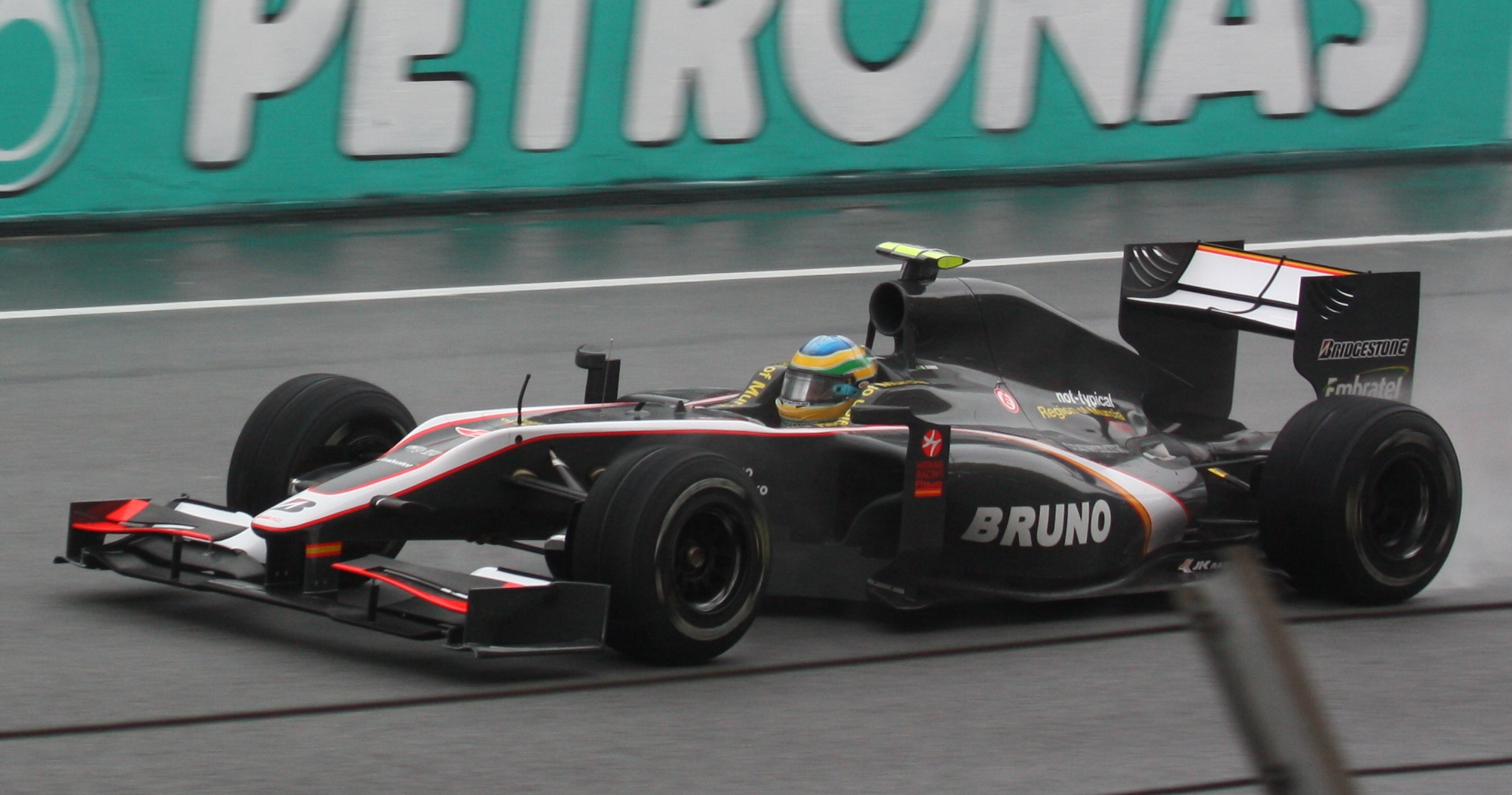
Bruno Senna termina per la prima volta una gara, con il sedicesimo posto con l'Hispania Racing F1 Team.

Gli ultimi tra i piloti di testa a cambiare gli pneumatici sono i tre con le gomme dure: Hamilton, Massa e Alonso. Massa passa ai box al giro 27, scivolando in nona posizione, davanti a Hülkenberg. Il brasiliano fa subito segnare 1:38.002, un secondo e mezzo in meno del precedente giro record. Hamilton, dopo la sua sosta, passa da secondo a settimo, davanti a Button. Anche Hamilton fa subito segnare un tempo ottimo, 1:37.745, che gli permette di raggiungere Sutil. Allo stesso modo anche Massa si avvicina a Button. Alonso cambia gli pneumatici al giro 37. Riparte nono e in pochi giri si avvicina al duo Button-Massa, facendo segnare al giro 41 il tempo di 1:37.231.

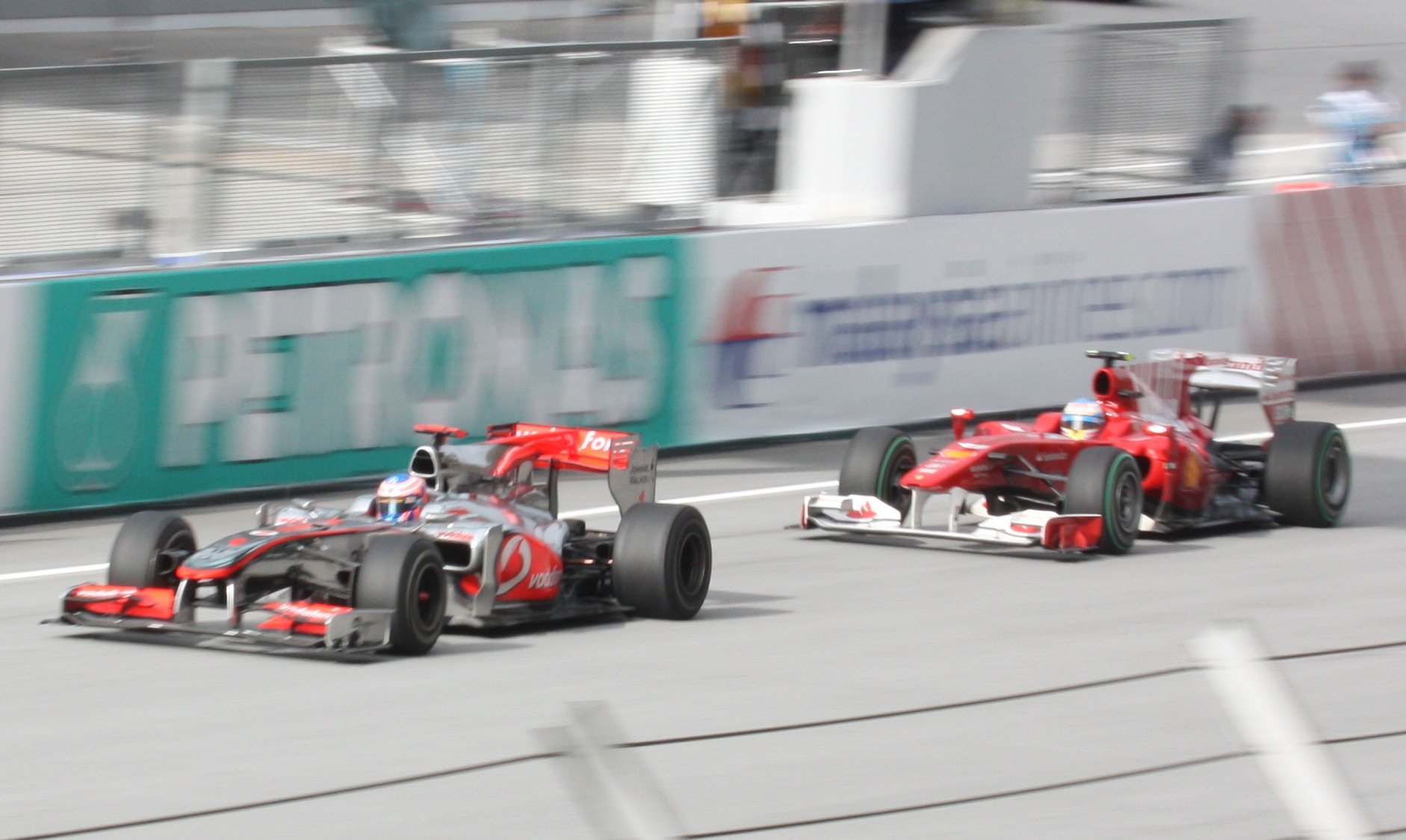
Jenson Button e Fernando Alonso in battaglia durante la gara.

Massa passa Button al giro numero 46 alla prima curva, conquistando il settimo posto. Il brasiliano si avvicina a Hamilton, che non è in grado di sopravanzare Sutil. Anche Alonso tenta di passare Button, ma lo spagnolo è condizionato da un guasto al cambio. Vi tenta al 48º giro e al penultimo, ma proprio nel momento del sorpasso il suo motore cede. Al giro 53 Webber fa segnare il giro più veloce della gara, in 1:37.054.
Vettel vince per la sesta volta in carriera, davanti a Webber (quinta doppietta per la Red Bull Racing). Terzo Rosberg, che porta la Mercedes GP al podio dopo oltre cinquant'anni (ultimo podio nel Gran Premio d'Italia 1955). A punti Kubica, Sutil, Hamilton, Massa, Button, Alguersuari e Hülkenberg. Per gli ultimi due sono i primi punti in carriera. Lo spagnolo diviene il secondo pilota più giovane a cogliere punti iridati, a venti anni e dodici giorni, battuto solo da Vettel (19 anni 11 mesi e 14 giorni) all'epoca del Gran Premio degli Stati Uniti 2007.
Da segnalare l'arrivo in fondo alla gara per le due Hispania-Dallara, mentre Heikki Kovalainen non viene classificato, pur essendo giunto al traguardo, avendo ben 10 giri di ritardo dal vincitore. Il finlandese si era fermato ai box per un problema idraulico, ma poi era ripartito.

### Risultati
I risultati del GP sono stati i seguenti:
| Pos | N° | Pilota             | Costruttore          | Giri | Tempo/Ritiro            | Griglia | Punti |
| --- | -- | ------------------ | -------------------- | ---- | ----------------------- | ------- | ----- |
| 1   | 5  | Sebastian Vettel   | RBR-Renault          | 56   | 1h 33'48"412            | 3       | 25    |
| 2   | 6  | Mark Webber        | RBR-Renault          | 56   | +4"849                  | 1       | 18    |
| 3   | 4  | Nico Rosberg       | Mercedes GP          | 56   | +13"504                 | 2       | 15    |
| 4   | 11 | Robert Kubica      | Renault              | 56   | +18"589                 | 6       | 12    |
| 5   | 14 | Adrian Sutil       | Force India-Mercedes | 56   | +21"059                 | 4       | 10    |
| 6   | 2  | Lewis Hamilton     | McLaren-Mercedes     | 56   | +23"471                 | 20      | 8     |
| 7   | 7  | Felipe Massa       | Ferrari              | 56   | +27"068                 | 21      | 6     |
| 8   | 1  | Jenson Button      | McLaren-Mercedes     | 56   | +37"918                 | 17      | 4     |
| 9   | 17 | Jaime Alguersuari  | STR-Ferrari          | 56   | +1'10"602               | 14      | 2     |
| 10  | 10 | Nicolas Hülkenberg | Williams-Cosworth    | 56   | +1'13"399               | 5       | 1     |
| 11  | 16 | Sébastien Buemi    | STR-Ferrari          | 56   | +1'18"938               | 13      |       |
| 12  | 9  | Rubens Barrichello | Williams-Cosworth    | 55   | +1 giro                 | 7       |       |
| 13  | 8  | Fernando Alonso    | Ferrari              | 54   | Motore                  | 19      |       |
| 14  | 25 | Lucas Di Grassi    | Virgin-Cosworth      | 53   | +3 giri                 | 24      |       |
| 15  | 20 | Karun Chandhok     | HRT-Cosworth         | 53   | +3 giri                 | 22      |       |
| 16  | 21 | Bruno Senna        | HRT-Cosworth         | 52   | +4 giri                 | 23      |       |
| 17  | 18 | Jarno Trulli       | Lotus-Cosworth       | 51   | +5 giri                 | 18      |       |
| NC  | 19 | Heikki Kovalainen  | Lotus-Cosworth       | 46   | +10 giri                | 15      |       |
| Rit | 12 | Vitalij Petrov     | Renault              | 32   | Motore                  | 11      |       |
| Rit | 15 | Vitantonio Liuzzi  | Force India-Mercedes | 12   | Freni                   | 10      |       |
| Rit | 3  | Michael Schumacher | Mercedes GP          | 9    | Dado ruota              | 8       |       |
| Rit | 23 | Kamui Kobayashi    | BMW Sauber-Ferrari   | 8    | Motore                  | 9       |       |
| Rit | 24 | Timo Glock         | Virgin-Cosworth      | 2    | Collisione con J.Trulli | 16      |       |
| NP  | 22 | Pedro de la Rosa   | BMW Sauber-Ferrari   | 0    | Motore                  | 12      |       |

## Classifiche Mondiali

### Piloti
| Pos | Pilota             | Punti |
| --- | ------------------ | ----- |
| 1   | Felipe Massa       | 39    |
| 2   | Fernando Alonso    | 37    |
| 3   | Sebastian Vettel   | 37    |
| 4   | Jenson Button      | 35    |
| 5   | Nico Rosberg       | 35    |
| 6   | Lewis Hamilton     | 31    |
| 7   | Robert Kubica      | 30    |
| 8   | Mark Webber        | 24    |
| 9   | Adrian Sutil       | 10    |
| 10  | Michael Schumacher | 9     |
| 11  | Vitantonio Liuzzi  | 8     |
| 12  | Rubens Barrichello | 5     |
| 13  | Jaime Alguersuari  | 2     |
| 14  | Nicolas Hülkenberg | 1     |

### Costruttori
| Pos | Team                 | Punti |
| --- | -------------------- | ----- |
| 1   | Ferrari              | 76    |
| 2   | McLaren-Mercedes     | 66    |
| 3   | RBR-Renault          | 61    |
| 4   | Mercedes GP          | 44    |
| 5   | Renault              | 30    |
| 6   | Force India-Mercedes | 18    |
| 7   | Williams-Cosworth    | 6     |
| 8   | STR-Ferrari          | 2     |